# Hilara pulchripes
Hilara pulchripes är en tvåvingeart som beskrevs av Frey 1913. Hilara pulchripes ingår i släktet Hilara och familjen dansflugor. Arten är reproducerande i Sverige. Inga underarter finns listade i Catalogue of Life.